# Грубов, Дмитрий Юрьевич
Дми́трий Ю́рьевич Гру́бов (19 декабря 1952, Ставрополь, Куйбышевская область — 26 июня 2021) — советский боксёр, представитель лёгкой и полусредней весовых категорий. Выступал за сборную СССР по боксу во второй половине 1970-х годов, трёхкратный чемпион мира среди военнослужащих, дважды бронзовый призёр чемпионатов СССР, обладатель Кубка СССР, победитель и призёр турниров международного значения. На соревнованиях представлял Узбекскую ССР и Вооружённые Силы, мастер спорта СССР международного класса. Также известен как тренер по боксу, заслуженный тренер России (1996).

## Биография
Дмитрий Грубов родился 19 декабря 1952 года в городе Тольятти Куйбышевской области. Занимался боксом под руководством заслуженного тренера РСФСР Евгения Николаевича Подрезова. Позже как военнослужащий был направлен проходить службу в Узбекской ССР, состоял в Центральном спортивном клубе Военно-воздушных сил.
Впервые заявил о себе как боксёр в сезоне 1975 года, одержав победу на чемпионате мира среди военнослужащих социалистических стран в КНДР. Год спустя впервые вошёл в число призёров советского национального первенства — на соревнованиях в Свердловске в лёгкой весовой категории дошёл до стадии полуфиналов и получил бронзу, проиграв только чемпиону мира Василию Соломину. В 1977 году на чемпионате СССР во Фрунзе вновь взял бронзу, кроме того, на Кубе вновь стал победителем чемпионата мира среди военнослужащих, победив в финале знаменитого кубинского боксёра Хосе Агилара. В следующем сезоне на аналогичных соревнованиях во Львове вновь повторил это достижение.
В 1978 году Грубов завоевал серебряную медаль на международном турнире Кубок Хонвед в Будапеште, где в финале потерпел поражение от титулованного венгра Андраша Ботоша.
В 1979 году выиграл все три боя на командном чемпионате СССР в Куйбышеве, дошёл до финала на международном турнире в Алма-Ате. Трижды принимал участие в матчевых встречах со сборной США — в Лас-Вегасе, Лафейетте и Трое. Тем не менее, во всех трёх случаях уступил американским боксёрам Джонни Бамфусу, Байрону Линдли и Деррилу Фуллеру соответственно. Последний раз показал сколько-нибудь значимый результат на всесоюзном уровне в сезоне 1980 года — на чемпионате СССР в Ростове-на-Дону, выступая уже в полусредней весовой категории, добрался до стадии четвертьфиналов, где был остановлен казахом Сериком Конакбаевым, который в итоге и стал победителем этого турнира. За выдающиеся спортивные достижения Дмитрий Грубов был удостоен почётного звания «Мастер спорта СССР международного класса».
После завершения спортивной карьеры занялся тренерской деятельностью в Узбекистане, подготовил множество талантливых спортсменов, добившихся успеха на республиканском и всесоюзном уровнях. В составе группы советских тренеров принимал участие в подготовке олимпийской сборной команды Мадагаскара. Впоследствии вернулся в Тольятти и продолжил тренерскую работу на родине. Один из самых известных его учеников — мастер спорта Игорь Герасимов, победитель Кубка СССР, чемпион Вооружённых Сил, победитель и призёр турниров международного значения. Заметно повлиял на судьбу выдающихся российских боксёров Игоря Власова и Давида Гогии. За достижения на тренерском поприще в 1996 году Грубову было присвоено почётное звание «Заслуженный тренер России».
Полковник, начальник ЦСК ВВС в 1980-х годах.
Работал фитнес-тренером в спортивном клубе «Шейп» в Тольятти.
В последние годы Грубов страдал от деменции, иногда уходил из дома и не мог вернуться. 25 июня 2021 он вновь ушёл из дома и пропал — к поискам подключились бывшие воспитанники, тольяттинские спортсмены, боксёры и просто неравнодушные люди. Спустя три месяца его тело было обнаружено в лесу, об этом сообщили волонтёры поискового отряда «Лиза Алерт».